# Nagosz rdzawy
Nagosz rdzawy (Gymnostomum aeruginosum Sm.) – gatunek mchu należący do rodziny płoniwowatych (Pottiaceae Schimp.).

## Rozmieszczenie geograficzne
Występuje w Ameryce Północnej (Grenlandia, Kanada, Stany Zjednoczone, Meksyk), Karaibach, Ameryce Centralnej, Ameryce Południowej, Europie, Azji (Chiny, Japonia, Filipiny, środkowa i zachodnia Azja), Afryce, na Wyspach Kanaryjskich, Nowej Zelandii i Australii.

## Morfologia
GametofitRośnie w skupiskach, rzadziej tworzy gęstą darń, barwy jasno do ciemnozielonej. Osiąga 2–3 cm wysokości. Łodyżki wyprostowane, pojedyncze, rzadko rozgałęzione. Listki podłużne do szeroko lancetowatych, proste do silnie odgiętych, długości od 0,5–2 mm. Wierzchołek listka zaokrąglony do szeroko zaostrzonego. Żebro sztywne, kończy się przed szczytem listka.
SporofitSeta smukła, długości 3–4 mm. Puszka zarodni długo, rzadziej krótko cylindryczna. Zębów perystomu brak.

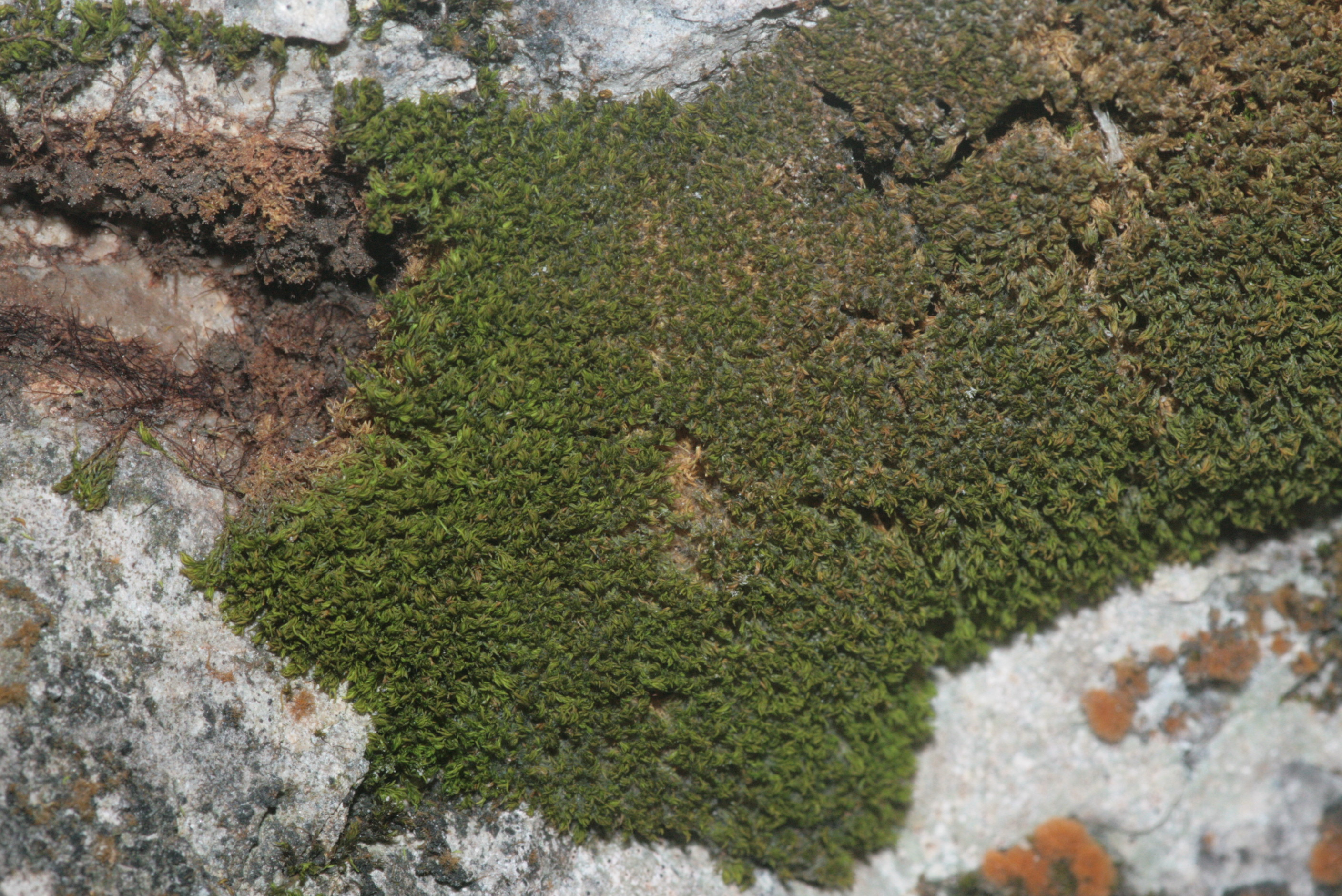
Pokrój
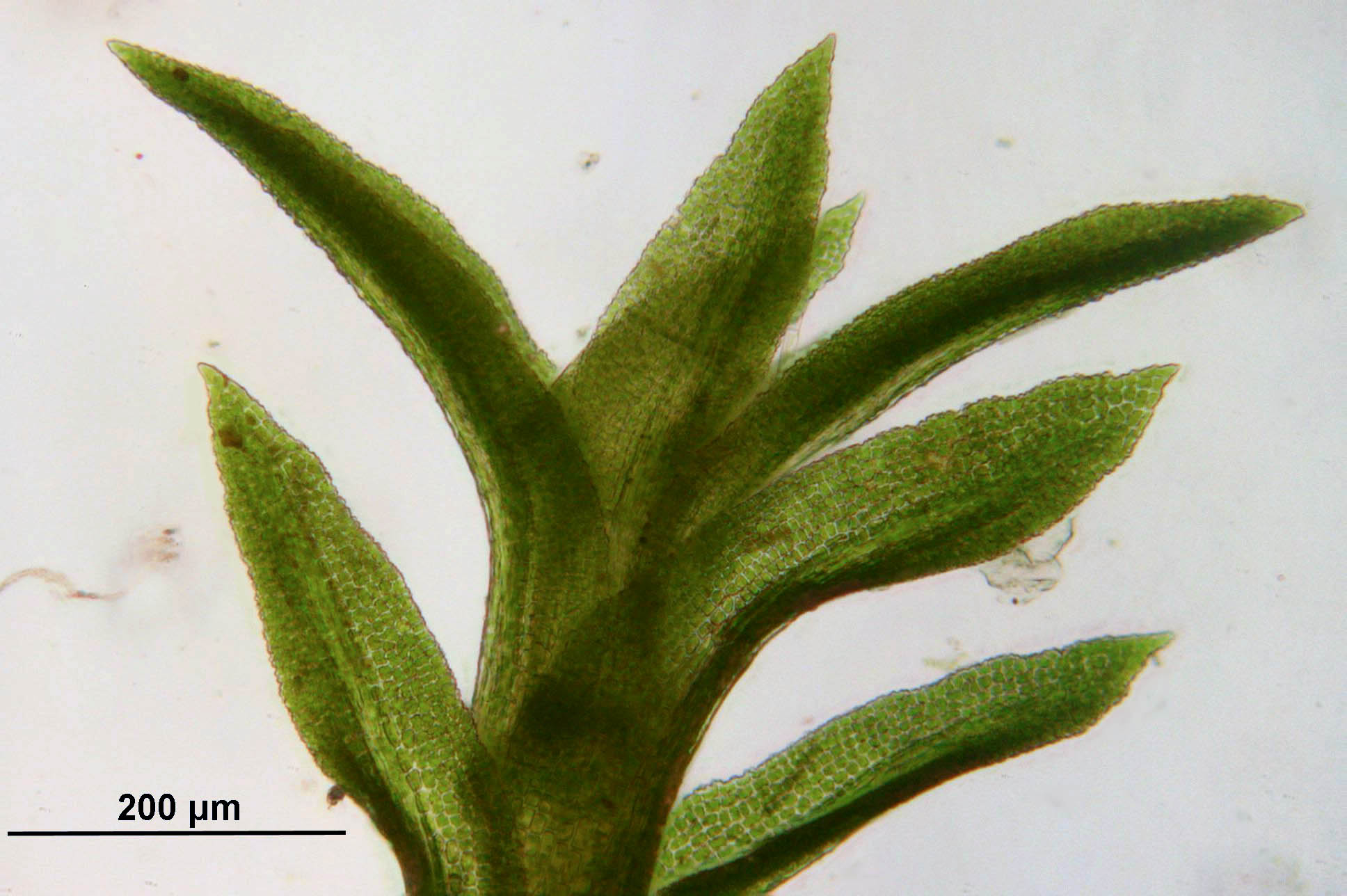
Łodyżka z listkami
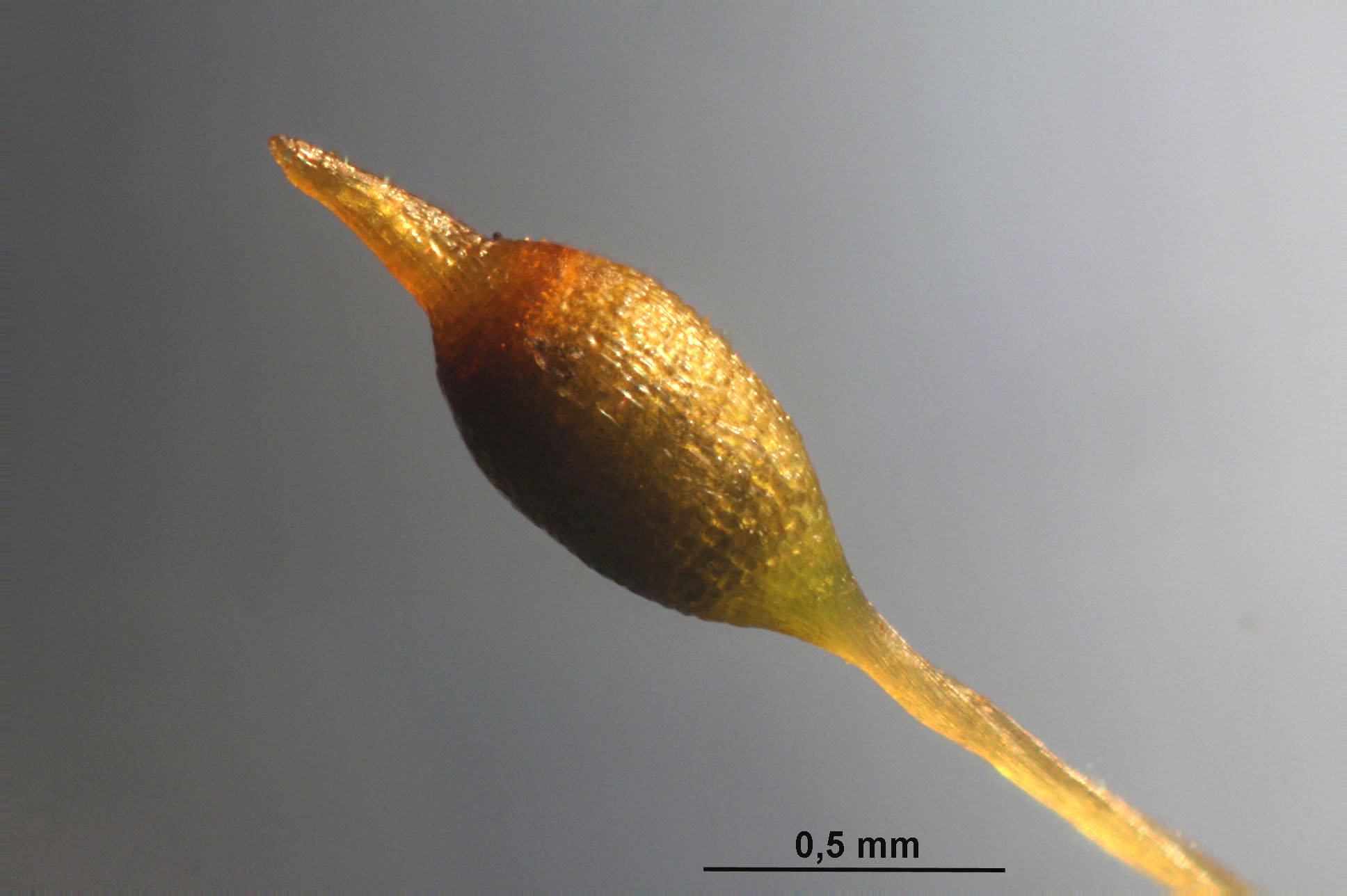
Puszka
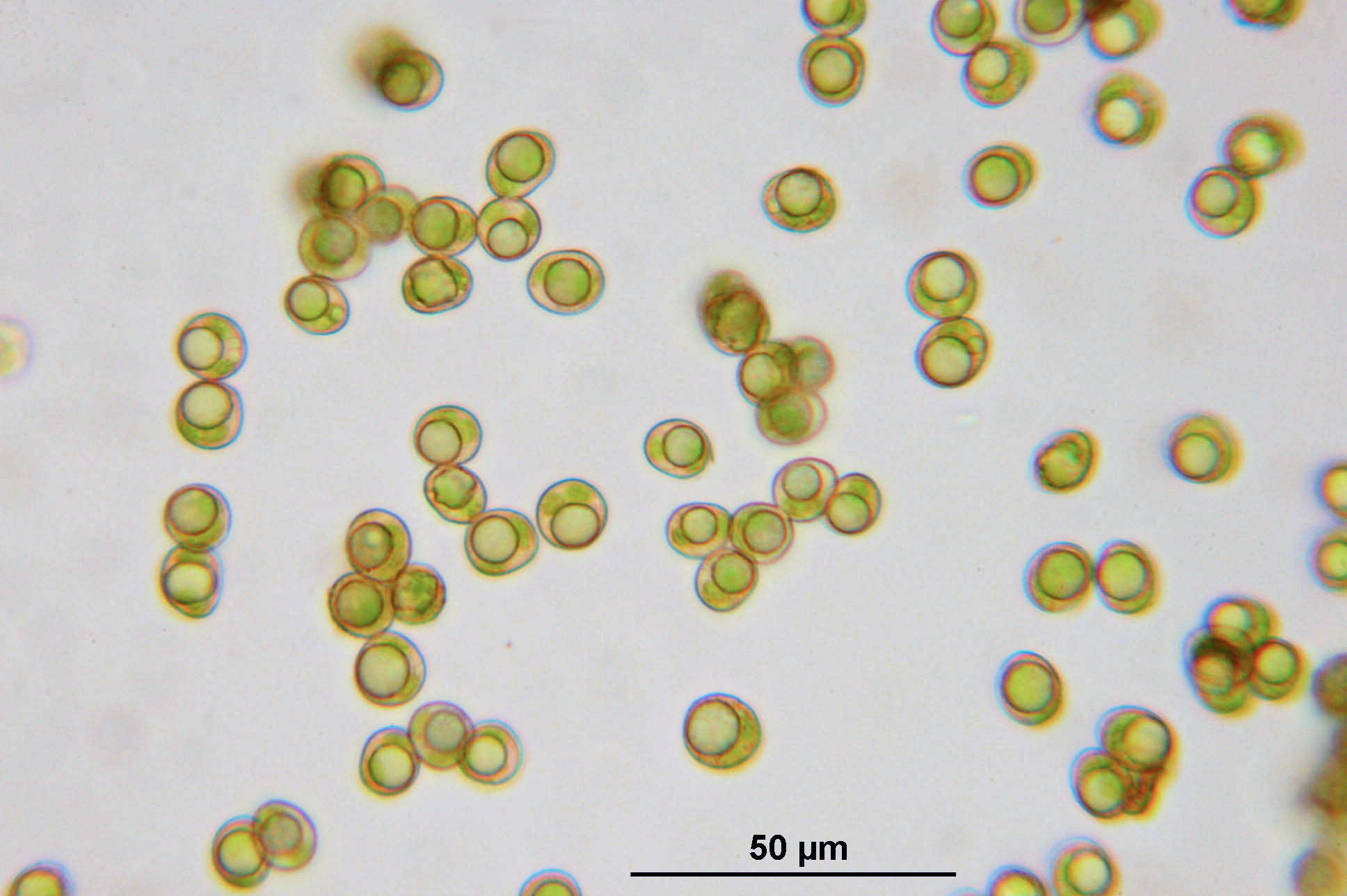
Zarodniki

## Biologia i ekologia
Puszki z zarodnikami dojrzewają od lata do jesieni. 
Rośnie na skałach wapiennych w wilgotnych miejscach, w szczególności w pobliżu wodospadów, na wilgotnych ścianach wąwozów, rzadko na powierzchni ziemi. Występuje na wysokościach od niskich po wysokie (0–3000 m n.p.m.).

## Systematyka i nazewnictwo
Synonimy: Anoectangium arizonicum E.B. Bartram, Anoectangium thermale Cardot, Gymnostomum articulatum Schkuhr, Gymnostomum clintonii Austin, Gymnostomum confertum Hornsch., Gymnostomum erythrostomum Brid., Gymnostomum falcatum Paris, Gymnostomum rupestre Schleich. ex Schwägr., Gymnostomum tophaceum Austin, Hyophila styriaca Glow., Merceyopsis excavata Sakurai, Mollia aeruginosa (Sm.) Lindb.

## Zagrożenia
Gatunek został wpisany na czerwoną listę mchów województwa śląskiego z kategorią zagrożenia „DD” (o nieokreślonym zagrożeniu, wymagające dokładniejszych danych, stan na 2011 r.). W Czechach w 2005 r. nadano mu kategorię „LC” (najmniejszej troski).